# Larva (zespół muzyczny)
Larva – hiszpański zespół dark electro z elementami industrialu założony w 2003 roku. Obecny skład zespołu tworzy duet InqUesT i Anoxia.

## Historia
Początki istnienia projektu sięgają roku 1998, kiedy to InqUesT and Blackend stworzyli zespół o nazwie Morbid Mind. Nagrali wspólnie kilka taśm w elektro-industrialnym klimacie i rozprowadzili wśród przyjaciół i znajomych. Odbiór był nikły a same taśmy nie odniosły znaczącego sukcesu.
W roku 2003 zespół zmienił nazwę na Larva zmieniając jednocześnie sposób grania, muzyka stała się głośniejsza i bardziej agresywna, zmieniła się też warstwa tekstowa, nie tracąc jednak mrocznego charakteru.
Na początku 2006 roku do składu dołącza dwoje nowych członków (M.L oraz Anoxia). W efekcie muzyka staje się bardziej złożona i różnorodna a występy na żywo zyskują na atrakcyjności. W tym samym roku zespół podpisuje pierwszy kontrakt płytowy z wytwórnią Komblok Records. Efektem jest płyta Diogenes Syndrome rozprowadzana w formie digipacku w Europie oraz USA. Kolejny rok zespół rozpoczyna publikując własnym nakładem płytę Autosectarismo. W roku 2008 zespół podpisuje kontrakt w wytwórnią Advoxya Records na wydanie albumu Voces del laberinto, masteringiem zajął się Jan (X-Fusion, Noisuf-X). To CD zawierało również dwa video jako ścieżki bonusowe. W roku 2009 Larva, również we współpracy z Advoxya Records wydaje czwarty album The hated i odbywa duży tour po Meksyku. Rok 2010 to publikacja płyty z remiksami znanych utworów Entre agujas i kolejne tournée po Meksyku i USA. Rok 2011 przynosi wydaną we współpracy z wytwórnią Danse Macabre Records płytę Und sie aßen sich selbst. W roku 2012 zespół publikuje nowy materiał na płycie Broken hopes of a wasted youth i jak corocznie odbywa tournée po Meksyku i USA. Rok 2013 rozpoczyna nowym wydawnictwem Where the butterflies go to die zbierającym pozytywne opinie w prasie i portalach internetowych, a kolejna duża trasa obejmuje prócz USA i Meksyku również Niemcy, Francję, Belgię, Hiszpanię oraz Rosję. W roku 2014 ukazuje się na dziesięciolecie istnienia grupy The worst of... 2004-2014, kompilacja najbardziej znanych ich utworów. W 2015 roku kontynuując współpracę z Advoxya Records wydają album Abominations uznawany za jeden z najlepszych w historii zespołu. Album wydano w kilku formatach łącznie z winylową wersją w czerwonym kolorze.
Obecnie (2016) zespół pracuje nad nową płytą zatytułowaną Scars.
31 lipca 2016 zespół gościł w Polsce podczas 24 edycji festiwalu Castle Party w Bolkowie.

## Dyskografia
- 2006: Diogenes Syndrome (Komblok Records)
- 2007: Autosectarismo (self released)
- 2008: Voces del laberinto (Advoxya Records)
- 2009: The hated (Advoxya Records)
- 2010: Entre agujas (Advoxya Records)
- 2011: Und sie aßen sich selbst (Danse Macabre Records)
- 2012: Broken hopes of a wasted youth (Advoxya Records)
- 2013: Where the butterflies go to die (Advoxya Records)
- 2014: The worst of... 2004-2014 (Advoxya Records)
- 2015: Abominations (Advoxya Records)